# Лазо Стојановић Лазић
Лазо Стојановић Лазић (Загони, код Бијељине, 1921 – Власеница, 15. јун 1942), учесник Народноослободилачке борбе и народни херој Југославије.

## Биографија
Рођен је 1921. у селу Загони, код Бијељине, у сиромашној сељачкој породици. Основну школу је завршио у родном селу и све до почетка Другог светског рата се бавио земљорадњом.
Када је у лето 1941. године, у источној Босни отпочео устанак против усташа и окупатора, Лазо је ступио у Мајевички партизански одред. Пошто се у првим борбама истицао храброшћу, био је постављен за командира једне чете. Сам је заробио митраљез, од кога се није одвајао у борбама.
У току лета и јесени 1941. године истакао се у борбама за одбрану ослобођене територије, па у нападу на жандармеријску станицу у Шобошници, 17. октобра, а потом и у нападу на непријатељско упориште у селу Корају, 25. новембра и упад у село Теочак, 4. децембра. Крајем 1941. године као један од истакнутијих бораца Мајевичког одреда, био је примљен у чланство Комунистичке партије Југославије (КПЈ).
Почетком 1942. године, када је дошло до кризе у односима између партизана и четника у источној Босни, Лазо се оштро супротстављао четничкој пропаганди против Народноослободилачког покрета. Свој ауторитет, храброг и истакнутог борца, користио је да остале борце разувери од четничке пропаганде и задржи их у одреду, јер су четници настојали да разбију Мајевички партизански одред. Ову сукоби кулминирали су 20. фебруара 1942. године, нападом четника капетана Стевана Дамјановића Леке на Штаб Мајевичког партизанског одреда, у селу Вукосавцима, када је убијено око 30 партизана, међу којима – командант и политички комесар Одреда Иван Марковић Ирац и Фадил Јахић Шпанац.
Сутрадан, после догађаја у Вукосавцима, Лазо је са борцима из своје чете, као и са партизанском четом под командом Вељка Лукића Курјака, оргaнизовао напад на село Горња Чађавица, у коме се налазио један четнички батаљон. Лазина чета је тада опколила село, док је чета Вељка Лукића Курјак упала и ликвидирала Штаб четничког батаљона. Потом је уследила офанзива снажнијих четничких снага, па се у селу Вукосавцима, 28. фебруара 1942. године, Мајевички одред нашао у тешкој ситуацији, јер су четници покушали да га окруже и униште.
Лазина чета је тада бранила положаје на Светљики, која доминира над околином. После упорних борби, у којима су одбијали узастопне нападе бројнијих четника војводе Радивоја Керовића, Лазо је повео чету у противнапад, када су у борби прса у прса, били разбијени четници, који су нападали из овог правца. Упркос упорним одбрамбеним борбама, партизане су са леђа напали четници Ђуре Бижића, па су се партизани морали повући у Бирач. Тамо је дошло до реорганизације Мајевичког одреда, па је од преосталих бораца био формиран Други источнобосанси ударни батаљон, у коме је Лазо био постављен за заменика командира чете.
Са Ударним батаљоном, Лазо је учествовао у многим борбама, на подручју источне Босне, а његов чета је била једна од најбољих, због чега је више пута била похваљивана од Главног штаба НОП одред Босне и Херцеговине. Погинуо је 15. јуна 1942. године, приликом неуспелог напада на Власеницу, коју је бранила злогласна усташка Црна легија. После неуспелог напада, партизани су се повлачили, а усташе су кренуле у противнапад и до сукоба је дошло на брду Орловача, где је Лазина држала положај. Приликом организовања отпора усташама, непријатељски метак га је погодио у чело.
Указом Президијума Народне скупштине Федеративне Народне Републике Југославије, 20. децембра 1951. године, проглашен је за народног хероја.